# Kaszanka

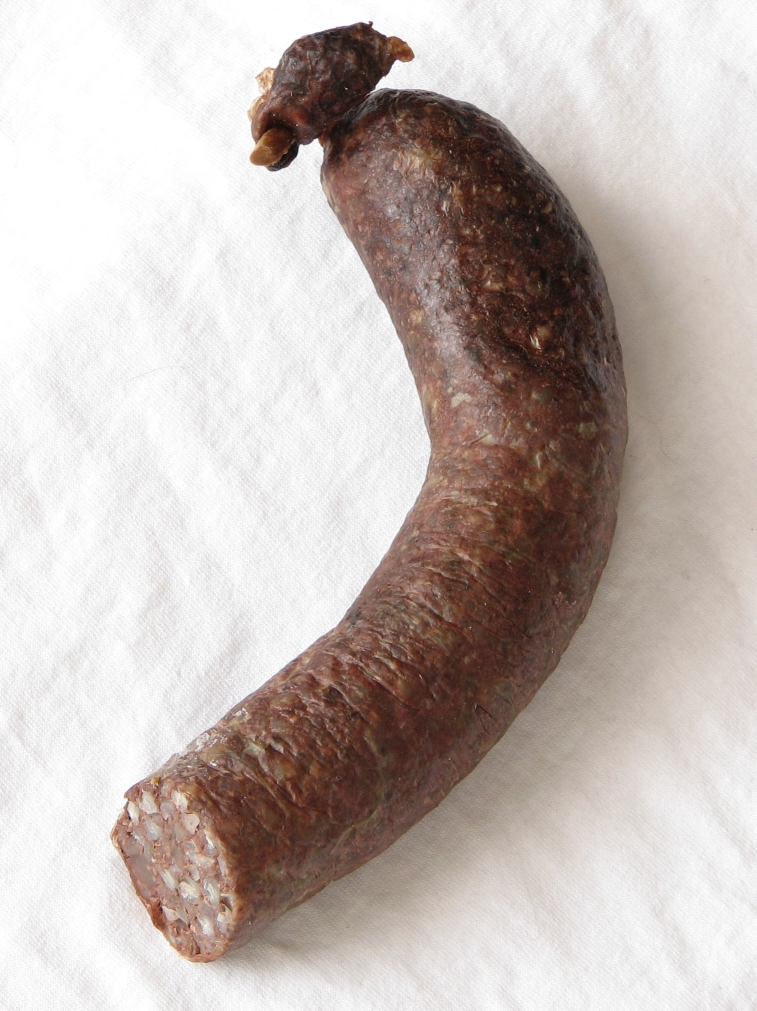
Kaszanka.

La kaszanka (también conocida como kiszka en Polonia o krupniok en Silesia) es una morcilla muy tradicional de la cocina polaca, elaborada de sangre de cerdo y kasza —un trigo sarraceno de origen eslavo o groats—. Es un producto típico de la matanza del cerdo en Polonia. La kaszanka puede comerse cruda pero tradicionalmente se elabora, cortada en rodajas, frita en la sartén o a la parrilla, se emplata siempre con alguna cebolla picada o con una patata cocida, o bien un poco de sauerkraut.